# 平野宏
平野 宏（ひらの ひろし、1937年5月20日 - 2020年9月13日）は、日本の実業家。中部飼料代表取締役社長や、同社代表取締役会長、日本飼料工業会会長を歴任した。

## 人物・来歴
1937年、愛知県出身。
1962年、慶應義塾大学商学部卒業。
同1962年、中部飼料入社。1967年中部飼料取締役岡山工場長。1971年中部飼料取締役販売部長。1974年中部飼料代表取締役副社長。1979年中部飼料代表取締役社長。平成24年秋の勲章で旭日双光章受章。2015年中部飼料代表取締役会長。2017年中部飼料代表取締役会長兼社長。同年久光正郎の辞任を受けて日本飼料工業会代表理事・会長に就任。需要の拡大を受け、新工場建設などを行った。2019年中部飼料代表取締役会長。
2020年、死去。83歳没。叙正六位。